# JTBC 뉴스 정오의 현장
《JTBC 뉴스 정오의 현장》은 대한민국 JTBC에서 평일 오후 14시 30분 주말 오후 11시 55분에 방송되는 JTBC의 낮 뉴스 프로그램이다.

## 방영 기간 당시 JTBC 뉴스 프로그램
- JTBC 뉴스 이브닝
- JTBC 뉴스 9
- 쨍하고 공뜬날
- JTBC 주말뉴스